# 中紀バス
中紀バス株式会社（ちゅうきバス）は、和歌山県中部を中心に路線バス事業･貸切バス事業を行うバス事業者。

## 営業所
- 大阪関空営業本部
  - 大阪府泉南郡田尻町りんくうポート北3-34
- 和歌山営業本部
  - 和歌山県和歌山市井ノ口544-2
- 有田営業所
  - 和歌山県有田市野480
- 由良本社
  - 和歌山県日高郡由良町里480-3
- 御坊旅行センター / 事務センター
  - 和歌山県御坊市湯川町小松原410-1
- 有田旅行センター
  - 和歌山県有田市箕島898-6

## 沿革
- 1933年（昭和8年） - 由良自動車商会として設立。
- 1942年（昭和17年） - 有田海岸合資会社と合併。
- 戦後 - 経営統合により南海バスの前身である南海自動車株式会社となる。
- 1954年（昭和29年） - 上記南海自動車より分離し、中紀バス株式会社を分離独立。
- 1957年（昭和32年） - 一般貸切自動車運送業の認可取得。
- 1960年（昭和35年） - 中紀河南タクシー株式会社を設立。
- 1983年（昭和58年） - 株式会社中紀バス観光社を設立。

## 主な路線
JR紀勢本線（きのくに線）の箕島駅 - 御坊駅間の沿線で、主として海岸沿いに路線バスを運行している。内陸部の藤並駅には乗り入れていないが、これは藤並駅近辺は有田鉄道バスのエリアだからである。

### 営業中の路線
高速バス路線
土日祝日を中心に運行されている。中紀バスのホームページから予約可能。運賃は片道3300円、往復割引5900円で、小学生までの子どもは半額。田辺観光バスとの共同運行。
- 南紀白浜ライナー
  - なんば - 大阪駅 - 田辺下万呂 - とれとれ市場 - アドベンチャーワールド - 南紀白浜空港 - 三段壁 - SHIRAHAMA KEY TERRACE HOTEL SEAMORE - 三楽荘前 - 白良浜 - かげろうCafe - 田辺観光バス車庫

#### 一般バス路線
- 田村線
  - 湯浅駅 - 田村 - 里
- 湯浅線
  - 紀伊由良駅 - 広川ビーチ駅 - 湯浅駅 - 済生会有田病院　※ 地域間幹線系統として、国・和歌山県の補助を受ける。
- 小引線
  - 紀伊由良駅 - 衣奈 - 小引
- 白崎線
  - 紀伊由良駅 - 由良橋北詰 - 白崎西 - （日祝日のみ運行）白崎海洋公園
- 御坊線
  - 紀伊由良駅 - 斉前 - 御坊小学校前 - 南海バス前 - 斉前 - 紀伊由良駅
- 畑・阿戸線
  - 畑 - 紀伊由良駅 - 由良町役場 - 阿戸 - 白木

#### デマンドバス路線
箕島駅発着の2路線を代替する形で有田市コミュニティバスとして2007年（平成19年）9月10日より運行を開始した。
- Aルート・山号（宮原・初島方面）
  - 糸我 - 山田原 - 箕島駅 - 市立病院 - 初島 - 港 - 箕島駅 - 市立病院 - 山田原 - 糸我
- Bルート・海号（保田・矢櫃方面）
  - 矢櫃 - 市立病院 - 箕島駅 - 保田 - 箕島駅 - 市立病院 - 矢櫃

### 廃止路線
- 柏線（2006年（平成18年）12月1日廃止）
  - 紀伊由良駅 - 由良橋北詰 - 柏 - 方杭
- 箕島線（2007年（平成19年）9月10日廃止）
  - 箕島駅 - 千田 - 田村 - 湯浅駅
    - 2006年11月1日より千田 - 湯浅駅間を休止し、千田線となっていた。
- 辰ヶ浜線（2007年（平成19年）9月10日廃止）
  - 箕島駅 - 辰ヶ浜 - 矢櫃

## 車両
2023年（令和5年）3月31日現在、路線バスとしては15台の車両を保有する。うちノンステップバスは5台。
貸切バスは、2014年（平成26年）導入車より塗装を、創業80周年を迎えたことに加え、2020年（令和2年）開催予定の東京オリンピックを視野に入れた新塗装を採用。導入第一号車には、同年8月に逝去した会長の高垣宏を記念した愛称が命名された。以後の新車には世界各国の著名人名が、化粧室装備のフラッグシップ車には創業者である高垣徹太郎の名が命名されている。

## 関連企業
- 中紀バス観光社（JTB総合提携店）
- 中紀バスインターナショナル
- 中紀河南タクシー
- 中紀サービス